# Acide performique
L'acide performique ou acide méthanperoxoïque est le peracide de l'acide formique. Il a une forte capacité oxydante.
1. ↑  Masse molaire calculée d’après « Atomic weights of the elements 2007 », sur www.chem.qmul.ac.uk.